# Viktorija Amelina
Viktorija Jurijivna Amelina (ukrainska:  Вікторія Юріївна Амеліна), även känd som Victoria Amelina,  född 1 januari 1986 i Lviv, död 1 juli 2023 i Dnipro, var en ukrainsk författare. Hon publicerade två romaner och en barnbok, fick motta Joseph Conrad Literary Award och var finalist i Europeiska unionens litteraturpris. 
Efter Rysslands invasion av Ukraina den 24 februari 2022 var hon i huvudsak aktiv med att dokumentera och sprida information om Rysslands krigsbrott i Ukraina. Amelina avled 2023 efter en rysk robotattack mot Kramatorsk.

## Biografi
Amelina föddes och växte upp i Lviv i västra Ukraina, under de första åren som medborgare i Ukrainska SSR. Vid fjorton års ålder utvandrade hon med familjen till Kanada, men återvände till Ukraina en kort tid därefter. Efter att ha tagit universitetsexamen i datavetenskap i Lviv inledde hon sin karriär inom IT-sektorn. 2015 började hon en ny karriär som författare och poet.
2022 var Amelina stadigvarande bosatt i Kiev.

### Författarskap
2015 inledde hon sin författarkarriär med boken Syndrom lystopady, abo Homo Compatiens ('Höstsyndromet: om Homo compatiens'). Debutromanen kretsar kring händelserna under Euromajdan åren innan, med ett förord skrivet av Jurij Izdryk. Romanen har belönats med flera litterära priser och har blivit uppmärksammad både inom Ukraina och internationellt.
Året efter kom hon med barnboken Chtos, abo vodjane sertse ('Någon, eller vattenhjärta').
Hennes andra roman, Din dlja doma ('Doms drömland'), kom 2017. Den handlar om familjen till en sovjetisk överste som på 1990-talet bodde i den polsk-judiske författaren Stanisław Lems gamla lägenhet. Boken har senare bland annat översatts till spanska. Den nominerades till LikAkcent-priset samt 2019 till Europeiska unionens litteraturpris.
Amelina var medlem av PEN International. 2018 deltog hon som delegat för Ukraina i PEN:s 84:e världskongress i Indien. Vid det tillfället höll hon ett föredrag om den ukrainske filmmakaren och politiske fången Oleh Sentsov.
2022 började Amelina skriva poesi. Hennes poesi har även översatts till flera andra språk.

### Övriga aktiviteter och död
Efter Rysslands invasion av Ukraina började Amelina dokumentera krigsbrott. Under efterforskningar av fakta i Izium-regionen upptäckte hon i september 2022 den ukrainske författaren Volodymyr Vakulenkos efterlämnade dagbok. Han hade dödats av den ryska ockupationsmakten.
Den 27 juni 2023 blev hon allvarligt skadad vid en rysk robotattack mot Kramatorsk, där hon åt på en pizzarestaurang. Tre dagar senare avled hon av sina skador på Metjnikovsjukhuset i Dnipro, som ett av tretton dödsoffer för den ryska attacken.
År 2025 utkom postumt Se kvinnorna, se kriget: dagbok om krig och rättvisa. Boken är en samling reportage om ukrainska kvinnor som dokumenterar krigsbrott.

### Antologier
- «Це зробила вона» (Видавництво «Видавництво», 2017)
- «Лялька» (Видавництво Старого Лева, 2018)
- «Мости замість стін» (Видавництво Старого Лева, 2020)
- «Що дасть нам силу?» (Дух і літера, 2020)
- «Ковчег „Титанік“. 20 есеїв про людство зразка 2020-го» (онлайн-антологія 27 Bookforum, 2020)

### På svenska
- Amelina, Vіktorіja Jurіїvna; Wallin Ola, Atwood Margaret (2025). Se kvinnorna se kriget: dagbok om krig och rättvisa. Stockholm: Ersatz. Libris m6nxlt4hk664sr6l. ISBN 9789189906280